# Diana Wynyard
Diana Wynyard, ursprungligen Dorothy Isobel Cox, född 16 januari 1906 i London, död 13 maj 1964 i London, var en brittisk skådespelare.
Wynard var med sin charm och elegans en etablerad stjärna på brittisk scen redan på 1920-talet. Hon gjorde succé på Broadway 1932 i pjäsen The Devil Passes och skrev filmkontrakt med Hollywood.
Wynyard Oscarnominerades 1933 för sin roll i filmen Cavalcade. Hon gjorde ytterligare några filmer innan hon återvände till London och scenen.
Åren 1943–1947 var hon gift med regissören Carol Reed. Hon avled av en njursjukdom.

## Filmografi, ett urval
- 1933 – Cavalcade
- 1940 – Gasljus
- 1940 – Hård skola
- 1941 – Mr Kipps
- 1947 – En idealisk äkta man